# Un funeral de locos
Un funeral de locos es una película española de comedia de 2025, dirigida por Manuel Gómez Pereira y escrita por Yolanda García Serrano. Es un remake español de la película británica de 2007 Un funeral de muerte, la cual fue originalmente escrita por Dean Craig. Se estrenó en cines españoles el 11 de abril de 2025, con distribución de Sony Pictures España.

## Reparto
- Quim Gutiérrez como Daniel
- Ernesto Alterio como Rober
- Inma Cuesta como Amaia
- Gorka Otxoa como Iker
- Hugo Silva como Tino
- Belén Rueda como Edurne
- Arturo Valls como Julio
- Secun de la Rosa como Héctor
- Antonio Resines como el tío Imanol
- Jordi Sánchez como el dueño de la funeraria
- Santi Ugalde como Bittor
- Esmeralda Pimentel como Ana
- Carlos Zaragoza "Charlie Zea".

## Producción
En septiembre de 2024 se anunció que San Sebastián acogería el rodaje de un remake español de la película británica de 2007 Un funeral de muerte, del 16 de septiembre al 25 de octubre de 2024, para el cual los productores estaban buscando figurantes. Cuando el rodaje finalmente comenzó, se anunció que la cinta estaría dirigida por Manuel Gómez Pereira y que su reparto coral estaría formado por Quim Gutiérrez, Ernesto Alterio, Gorka Otxoa, Inma Cuesta, Hugo Silva, Esmeralda Pimentel, Belén Rueda, Secun de la Rosa, Arturo Valls, Santi Ugalde y Antonio Resines. A mediados de octubre de 2024, se anunció que el rodaje de la cinta había concluido, finalizado en el museo Chillida-Leku. El presupuesto total de la película es de cuatro millones de euros, incluyendo un millón de euros procedente de las ayudas generales del ICAA.

## Lanzamiento y marketing
El 21 de enero de 2025, Sony Pictures España lanzó el primer cartel de Un funeral de locos y programó su estreno en cines para el 11 de abril de 2025. El 5 de febrero de 2025, Sony Pictures España lanzó el tráiler de la película.